# 1694 en philosophie
Chronologie de la philosophie
- 1690
- 1691
- 1692
- 1693
- 1694
- 1695
- 1696
- 1697
- 1698

L’année 1694 a été marquée, en philosophie, par les événements suivants :

## Naissances
- 24 juin 1694 ou 13 juillet à Genève : Jean-Jacques Burlamaqui, mort le 3 avril 1748, est un juriste et écrivain genevois.

- 8 août à Drumalig en Irlande : Francis Hutcheson, né dans une famille de presbytériens écossais et mort le 8 août 1746 à Glasgow en Grande-Bretagne, est un philosophe irlando-britannique et l’un des pères fondateurs des Lumières écossaises.

## Décès
- 8 août à Bruxelles : Antoine Arnauld (né le 6 février 1612 à Paris), surnommé le Grand Arnauld par ses contemporains pour le distinguer des autres membres de sa famille, est un prêtre, théologien, philosophe et mathématicien français, l'un des principaux chefs de file des jansénistes. C'est un ardent opposant aux libertins, aux protestants, à ceux favorables à la scholastique et aux jésuites. Il est mort en Belgique mais son corps post-mortem fut transporté, en 1710, en France, à Palaiseau où il repose désormais.

- 13 octobre à Berlin : Samuel von Pufendorf  né le 8 janvier 1632 à Dorfchemnitz en Saxe (Land), est un historien, juriste et philosophe allemand, représentant du droit naturel moderne ou protestant[1].